# Ricardo Feierstein
Ricardo Feierstein (Buenos Aires, 1942) és un escriptor argentí i jueu. Va començar la seva carrera publicant una sèrie de llibres de contes i de poemes. El seu estil va ser definit com "una constant recerca experimental i una voluntat d'ús de la llengua col·loquial". El 1965 va ser guardonat amb la Faja de Honor de la Sociedad Argentina de Escritores.

## Obres
Contes
- Cuentos con rabia y oficina (1965).
- Cuentos para hombres solos (1967).
- Cuentos con un gris absurdo (1972).
- Bailate un tango, Ricardo (1972).

Poesia
- La balada del sol (1969).
- Inventidiario (1972).

Novel·la
- La logia del umbral (2001).
- Consorcio Utopía (2007).

Assaig
- Contraexilio y mestizaje: ser judío en la Argentina (1996).
- Historia de los judíos argentinos (2003).
- Vida cotidiana de los judíos argentinos. Del gueto al country (2007).